# Hoogerwerf-Ratte
Die Hoogerwerf-Ratte (Rattus hoogerwerfi) ist eine Rattenart, die von fünf Örtlichkeiten in der Provinz Aceh auf der indonesischen Insel Sumatra bekannt ist. Benannt ist sie nach dem niederländischen Zoologen Andries Hoogerwerf.

## Merkmale
Die Kopf-Rumpf-Länge beträgt 165 bis 196 mm, die Schwanzlänge 210 bis 257 mm, die Ohrenlänge 19 bis 26 mm, die Hinterfußlänge 36 bis 39 mm, das Gewicht 113 bis 153 g und die Schädellänge 41,6 bis 44,2 mm. Das Fell ist sehr weich und lang. Die basale Hälfte des Schwanzes ist braun, die distale ist weiß. Der Rücken ist dunkel ocker gelbbraun mit vielen schwarzen Deckhaaren und einem grauen Unterfell. der Bauch ist rötlich gelbbraun. Die Jungtiere sind stumpfer braun. Die Füße haben dünne, kurze dunkelbraune Haare. Die Ohren sind braun, die langen Vibrissen sind schwarz. Die Weibchen haben vier Zitzenpaare. Davon befindet sich je eines hinter den Achseln, zwei in der Leistengegend und je eines am Unterbauch. Der Schädel ist flach und grazil.

## Systematik
Eine Studie aus dem Jahr 2020 kam zu dem Ergebnis, dass die Sumatra-Bergratte (Rattus korinchi) und die Hoogerwerf-Ratte Schwestertaxa sind, die sich vor 1,4 Millionen Jahren voneinander getrennt haben.

## Lebensraum und Lebensweise
Die Hoogerwerf-Ratte bewohnt montane Mooswälder und freiliegende Waldheiden in Höhenlagen von 2500 bis 3000 m. Es ist nicht bekannt, ob die Art in gestörten oder veränderten Habitaten überleben kann. Über ihre Lebensweise ist nichts bekannt.

## Status
Die IUCN listet die Hoogerwerf-Ratte in die Kategorie gefährdet (vulnerable). Obwohl es derzeit keine größeren Bedrohungen für die Art zu geben scheint, ist sie potenziell durch den Verlust ihres sehr begrenzten trockenen Lebensraums durch Brände gefährdet. Sie kommt im Nationalpark Gunung Leuser vor. Da die Art nur von wenigen Museumsexemplaren und Sichtungen bekannt ist, sind weitere Studien zur Verbreitung, Häufigkeit, Ökologie und zum Gefährdungsstatus erforderlich.